# Prunus spinosissima
Prunus spinosissima är en rosväxtart som först beskrevs av A. Bunge, och fick sitt nu gällande namn av Adrien René Franchet. Prunus spinosissima ingår i släktet prunusar, och familjen rosväxter. Inga underarter finns listade i Catalogue of Life.